# Debao
Der Kreis Debao (chinesisch 德保县, Pinyin Débǎo Xiàn; Zhuang Dwzbauj Yen) ist ein Kreis im Autonomen Gebiet Guangxi der Zhuang-Nationalität in der Volksrepublik China. Er gehört um Verwaltungsgebiet der bezirksfreien Stadt Bose. Er hat eine Fläche von 2.575 Quadratkilometern und zählt 309.800 Einwohner (Stand: 2018). Sein Hauptort ist die Großgemeinde Chengguan (城关镇).

## Administrative Gliederung
Auf Gemeindeebene setzt sich der Kreis aus fünf Großgemeinden und sieben Gemeinden zusammen. 